# Eichberg (Dunkelsteinerwald)
Der Eichberg ist ein rund 380 m ü. A. hoher Berg in der niederösterreichischen Gemeinde Paudorf. Er liegt rund zwei Kilometer südsüdwestlich des Stiftes Göttweig am nordöstlichen Rand des Dunkelsteinerwaldes und ist durch Wanderwege erschlossen. 1880 pflanzte Adalbert Dungel hier Österreichs größten Bestand an Mammutbäumen (Sequoiadendron giganteum).